# Jane Eyre (film, 1996)
Pour les articles homonymes, voir Jane Eyre (homonymie).
Pour plus de détails, voir Fiche technique et Distribution.
Jane Eyre est un film franco-italo-américano-britannique de Franco Zeffirelli, sorti en 1996. Il est inspiré du roman de Charlotte Brontë Jane Eyre.
Le rôle principal du film est tenu par l’actrice française Charlotte Gainsbourg.
Ce film a reçu le David di Donatello des meilleurs costumes en 1996.

## Synopsis
Jane Eyre est une enfant orpheline, rejetée par sa tante, qui la maltraitait, et se retrouve dans un pensionnat d'Angleterre, où à l'époque les conditions de vie sont terribles.
Elle y passera dix années de sa vie, avant de devenir la préceptrice d'Adèle, la protégée de M. Rochester, homme mystérieux, qui attirera Jane. À mesure que naît entre eux, très lentement, un amour sincère, un terrible secret se fait jour et semble peser sur le château.

## Fiche technique
- Titre original : Jane Eyre
- Réalisation : Franco Zeffirelli
- Scénario : Hugh Whitemore, Franco Zeffirelli
- Direction artistique : Dennis Bosher, Raimonda Gaetani
- Décors : Roger Hall
- Costumes : Janet Tebrooke, Jenny Beavan
- Photographie : David Watkin
- Son : Mike Harris, Gerry Bates, David Stephenson
- Musique : Claudio Capponi, Alessio Vlad
- Montage : Richard Marden
- Production : Dyson Lovell
- Production associée : Joyce Herlihy, Giovannella Zannoni
- Coproduction : Jean-François Lepetit
- Production déléguée : Bob et Harvey Weinstein, Guy East, Riccardo Tozzi
- Société de production : Rochester Films, Cineritmo, Mediaset, RCS Editori, Flach Films, Miramax
- Société de distribution : Warner Bros. (France), Miramax (États-Unis)
- Pays de production :  France,  Italie,  Royaume-Uni,  États-Unis
- Langue originale : anglais, français
- Format : couleur - 35 mm - 1,85:1 - Dolby numérique
- Genre : drame
- Durée : 112 minutes
- Dates de sortie : 
  - Italie : 2 février 1996
  - États-Unis : 12 avril 1996
  - France : 26 juin 1996
  - Royaume-Uni : 27 septembre 1996

## Distribution
- Anna Paquin : Jane Eyre enfant
- Charlotte Gainsbourg (VF : elle-même) : Jane Eyre adulte
- Geraldine Chaplin : Miss Scatcherd
- William Hurt (VF : Féodor Atkine) : Mr Rochester
- Elle Macpherson : Blanche Ingram
- Julian Fellowes : le colonel Dent
- Joan Plowright : Mrs Fairfax
- Fiona Shaw : Mrs Reed
- Joséphine Serre : Adèle
- Leanne Rowe : Helen Burns
- Amanda Root : Miss Temple
- Maria Schneider : Bertha
- Samuel West : St. John Rivers
- Nic Knight : John Reed
- Nicola Howard : Eliza Reed